# جيمس كريج
جيمس كريج (بالإنجليزية: James Craig)‏ (و. 1912 – 1985 م) هو ممثل، من الولايات المتحدة الأمريكية، ولد في ناشفيل، تينيسي، توفي في سانتا آنا، كاليفورنيا، عن عمر يناهز 73 عاماً بسبب سرطان الرئة.

## التعليم
تعلم في جامعة رايس.

## وصلات خارجية
- جيمس كريج على موقع IMDb (الإنجليزية)
- جيمس كريج على موقع ألو سيني (الفرنسية)
- جيمس كريج على موقع أول موفي (الإنجليزية)
- جيمس كريج على موقع قاعدة بيانات برودواي على الإنترنت (الإنجليزية)
- جيمس كريج على موقع قاعدة بيانات الأفلام السويدية (السويدية)
- جيمس كريج على موقع إن إن دي بي (الإنجليزية)
- جيمس كريج على موقع قاعدة بيانات الفيلم (الإنجليزية)
- جيمس كريج على موقع كينوبويسك (الروسية)
- جيمس كريج على موقع كينوبويسك (الروسية)